# Menhir von Kervédal
Der Menhir von Kervédal (nach anderen Quellen Kerdeval) liegt an der Rue du Menhir Couché in Saint-Guénolé bei Penmarc’h in der Cornouaille im Département Finistère in der Bretagne in Frankreich.
Der gefallene Menhir liegt an der Straße am Ortsrand von Saint-Guénolé. Er ist etwa 7,0 Meter lang und hat 1,5 m Durchmesser.